# 千歳楼 (養老町)
千歳楼（せんざいろう）は、岐阜県養老郡養老町養老公園1079にある旅館。
創業は江戸時代中期の宝暦14年（1764年）であり、養老公園にある旅館の中で最も古い歴史を有するほか、岐阜県でも屈指の老舗旅館とされる。1880年（明治13年）に開園した養老公園の北端部の山際にあり、2階の大広間からは濃尾平野が望める。本館・流芳閣・栖鳳閣の3棟が登録有形文化財に登録されている。

## 歴史

### 千歳楼の開業

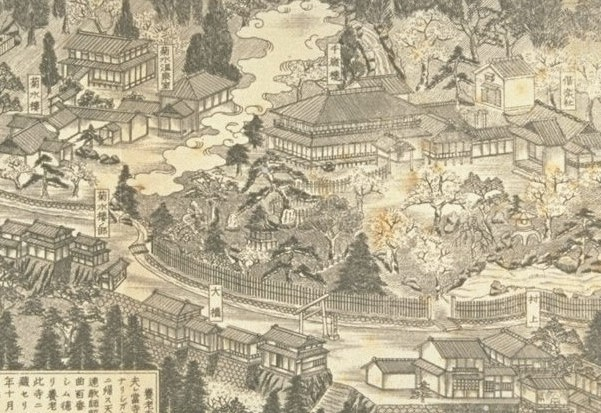
明治時代の千歳楼「養老公園之略図」1895年

養老の滝は古くから風向明媚な場所として知られ、行幸した元正天皇（715年-724年在位）は「醴泉は、美泉なり。もって老を養うべし。蓋し水の精なればなり。天下に大赦して、霊亀三年を改め養老元年と成すべし」との詔を出して養老に改元した。
享保元年（1716年）頃に高田元町（現在の養老郡養老町高田）に生まれた初代岡本喜十郎は、養老の開発を志して養老の滝周辺の土地を買い上げ、宝暦14年（1764年）に旅館の千歳楼を創業した。名称は元正天皇の養老行幸から1000年を記念したものである。千歳楼周辺は養老の滝こそあったが山間の僻地であり、周囲の人々には無謀な計画だとして反対されている。
明和8年（1771年）、初代岡本喜十郎は養老の滝から水を引き、薬湯を造って湯治客をもてなそうとした。しかし、薬湯の損失を補うための別の事業にも失敗するなどして、天明4年（1784年）に失意のうちに亡くなった。初代岡本喜十郎の死後、2代目岡本喜十郎は薬湯を千歳楼の場所に移し、経営の合理化を図ったことで売り上げが上向いた。
1873年（明治6年）、4代目岡本喜十郎の代で経営危機に陥ったことで、経営を株式組織に改めて4代目岡本喜十郎は引退し、日比四郎三郎が千歳楼の経営者となった。

### 養老公園の開園

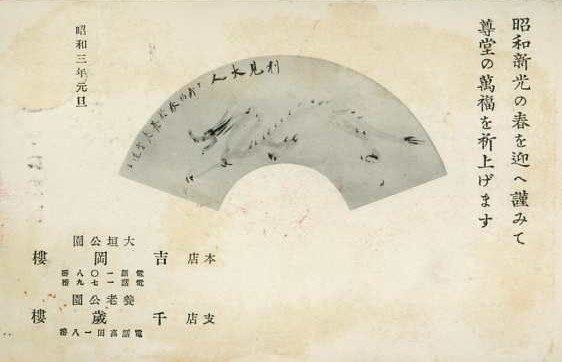
支店として千歳楼がある吉岡楼の年賀状（1928年）

小崎利準岐阜県令が松方正義大蔵卿の命を受けて、千歳楼の創業から約100年後の1880年（明治13年）には養老公園が開園。これに合わせて老朽化していた千歳楼の復興も計画され、75人から約3000円の寄付金が集まった。養老公園の開園と同年には、養老の滝から500メートルの景観の良い場所に現在の本館が建てられ、地元の名士らが偕楽社を設立して経営を引き継いだ。なお、養老公園には「岡本喜十郎翁顕彰碑」が建立されている。
1923年（大正12年）には岐阜県に移管され、岐阜県は大垣市の大垣公園で料亭の吉岡楼を営む吉岡松太郎に修繕と経営を依頼した。吉岡松太郎は本館の修繕を行うとともに、大正時代には本館に隣接して流芳閣を、昭和初期には流芳閣から廊下を介した場所に栖鳳閣を建設した。養老鉄道養老線養老駅がにぎわっていた頃には、待合室の隣に「千歳」という店を出していたこともあった。

### 近年の動向
2014年（平成26年）10月7日には本館・流芳閣・栖鳳閣の3棟が登録有形文化財に登録された。令和に入るとクラウドファンディングで集めた資金などを用いて薬湯の復活を試み、2021年（令和3年）4月14日には大橋孝養老町長らも参加して開湯式を行った。薬湯には伊吹山の山麓で栽培されている薬草を用いている。同年12月1日には厨房の改修などのために休業に入り、2022年（令和4年）3月には客室を5部屋から7部屋に増やして営業再開した。

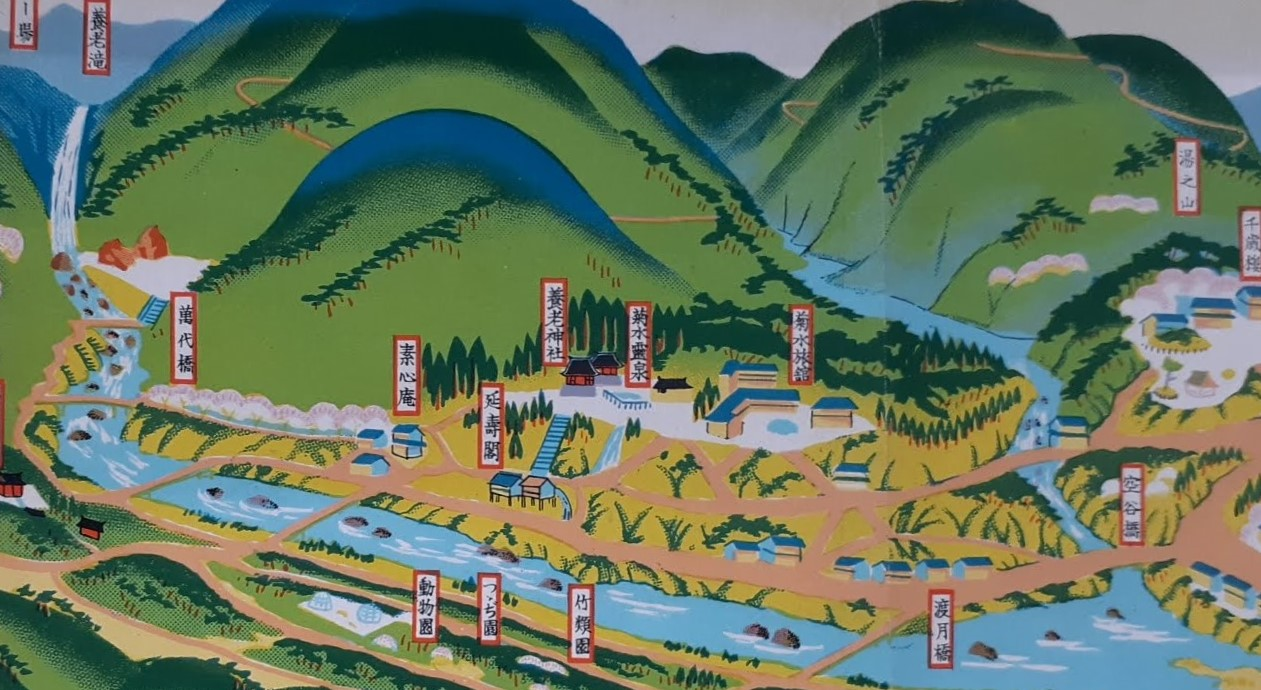
右端に千歳楼が描かれている養老公園の絵図 『養老』1933年

## 建築
南側から本館、流芳閣（りゅうほうかく）、栖鳳閣（せいほうかく）の3棟があり、さらに敷地内には茶室がある。木造2階建の本館は1880年（明治13年）の建築であり、1961年（昭和36年）頃に改修された。木造平屋建（一部3階建）の流芳閣は大正期に建築され、木造平屋建の栖鳳閣は昭和前期に建築された。

### 本館
- 大広間
  - 東側と南側は畳敷きの縁側であり、縁側を含めると50畳の大広間となる[15]。縁側からは濃尾平野を一望でき、よく晴れた日には名古屋駅前のJRセントラルタワーズを見ることができる[15]。建具としてガラス入り腰板付き障子があり、ガラスは手造りのために表面にむらがある[15]。2間（約3.6メートル）の床の間には四方柾目の杉床柱、落掛、黒檀の床框などが用いられている[15]。天井高は9尺（約2.7メートル）である[15]。
- 1階和室
  - 床の間付の15畳の和室と天袋付の15畳の和室が襖障子で隔てられており、襖障子を取り外すと30畳の広間となる[15]。東側と南側は庭園に面した縁側である[15]。大垣藩家老の小原鉄心が揮毫した「十酔楼」という書幅がある[15]。天井高は9尺（約2.7メートル）である[15]。

### 流芳閣
- 楓の間
  - 8畳の和室である[15]。
- 竹の間
  - 8畳の和室である[15]。竹を主題とする意匠でまとめられている[15]。
- 桜の間
  - 8畳の和室である[15]。庭園の桜を眺められることから命名された[15]。

### 栖鳳閣
- 袖の間
  - 10畳の和室であり[15]、「栖鳳の間」ともいわれる[16][17]。5代目主人の吉岡松太郎は日本画家の竹内栖鳳と親交があり[7]、栖鳳が千歳楼に長期滞在した際に栖鳳の手によって袖の間が設計された[15]。栖鳳がかかわった建築としては京都・嵐山の霞中庵があるが、千歳楼の栖鳳閣は貴重な作品とされる[18]。折上げ天井には栖鳳が筆を取った絹本絵画がある[15]。栖鳳による「翠嵐香」の書幅がある[15]。紀行作家であり一級建築士の稲葉なおとは、栖鳳による欄間の組子がピート・モンドリアンの絵画のようであるとし、「日本画の大家の作品というよりも、抽象画家の作風を思わせた」と書いている[18]。天井高は10尺（約3.0メートル）であり[15]、洋館なみに高いとされる[16]。

## 旅館施設

### 部屋

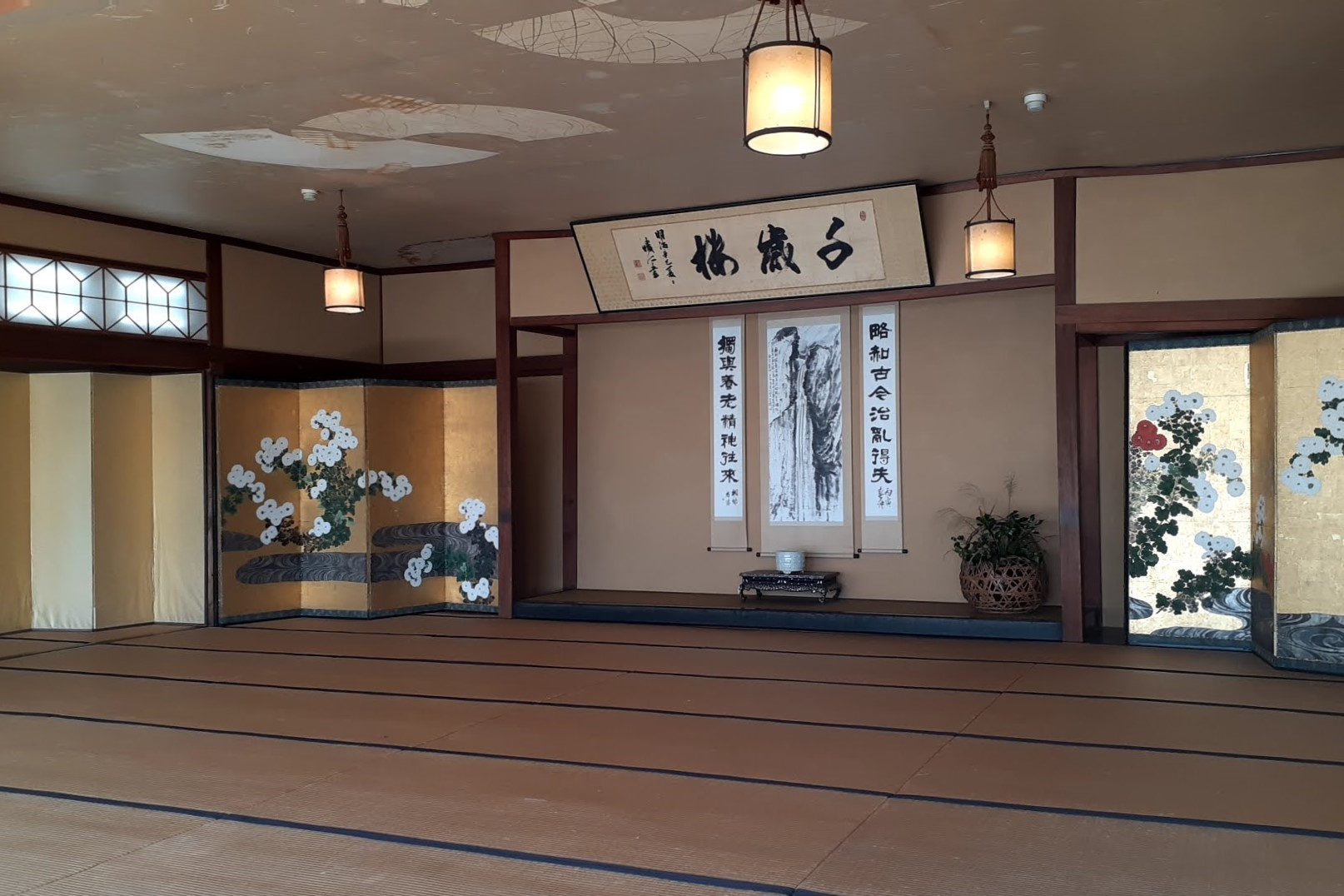
大広間
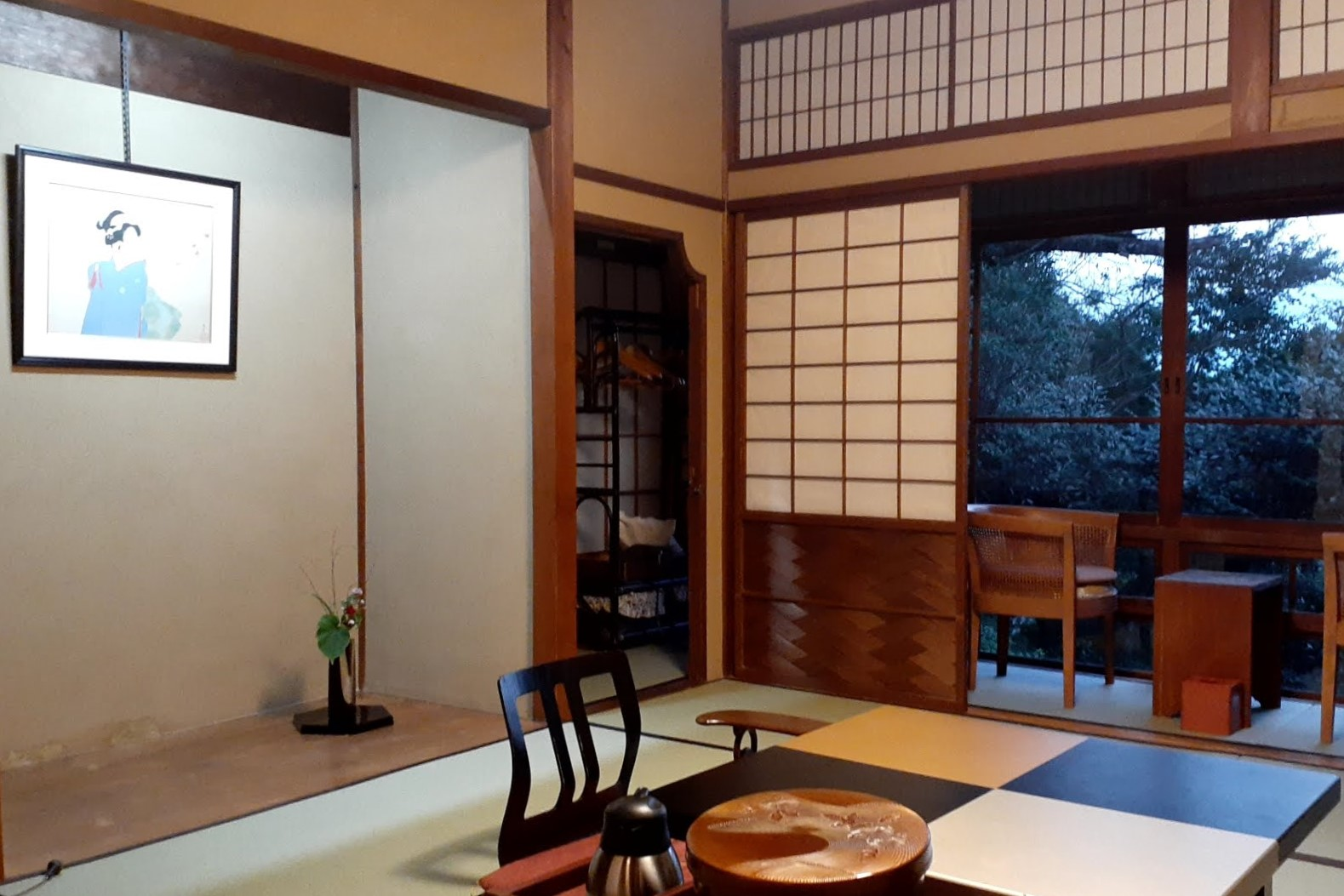
「楓」の間
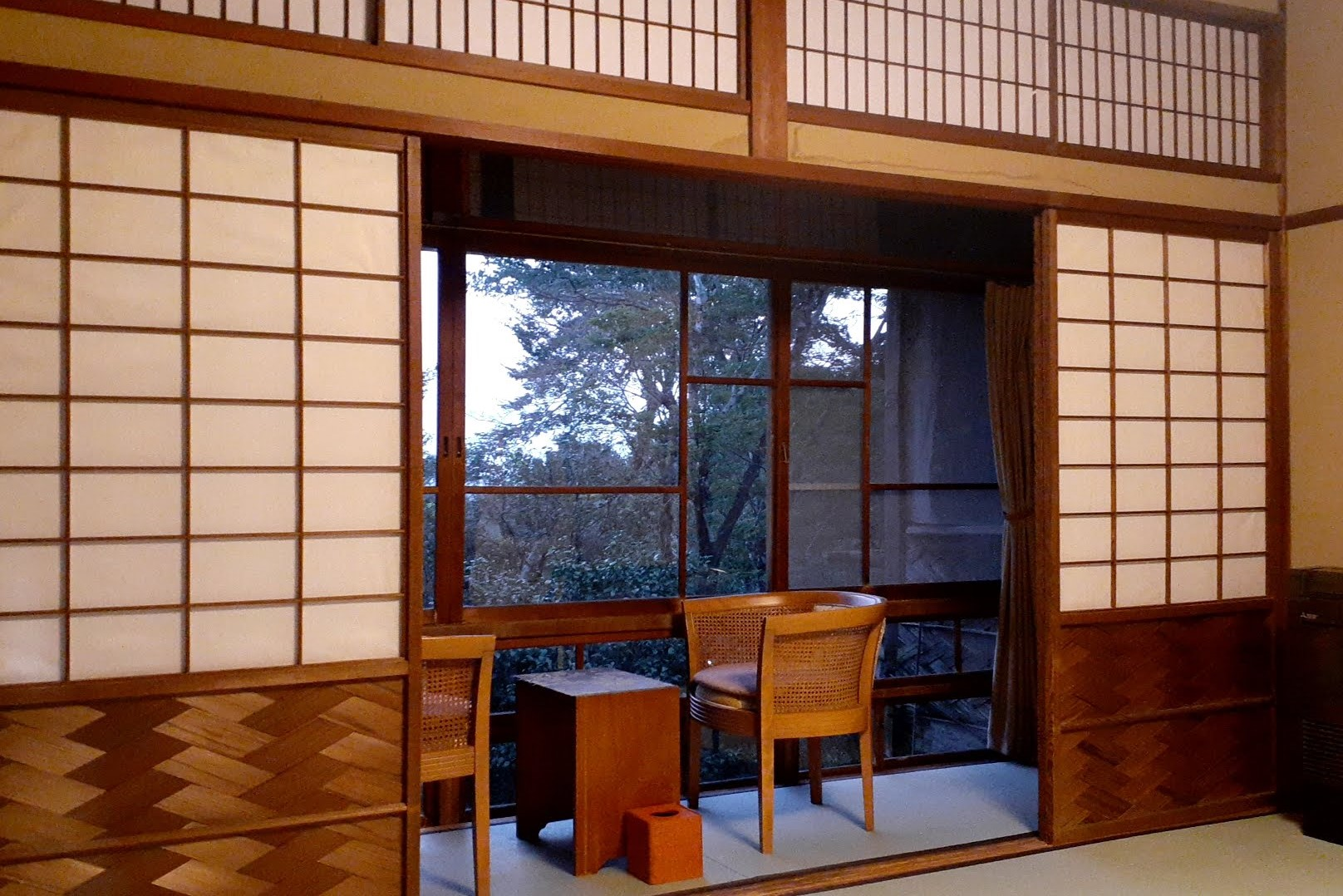
「楓」の間
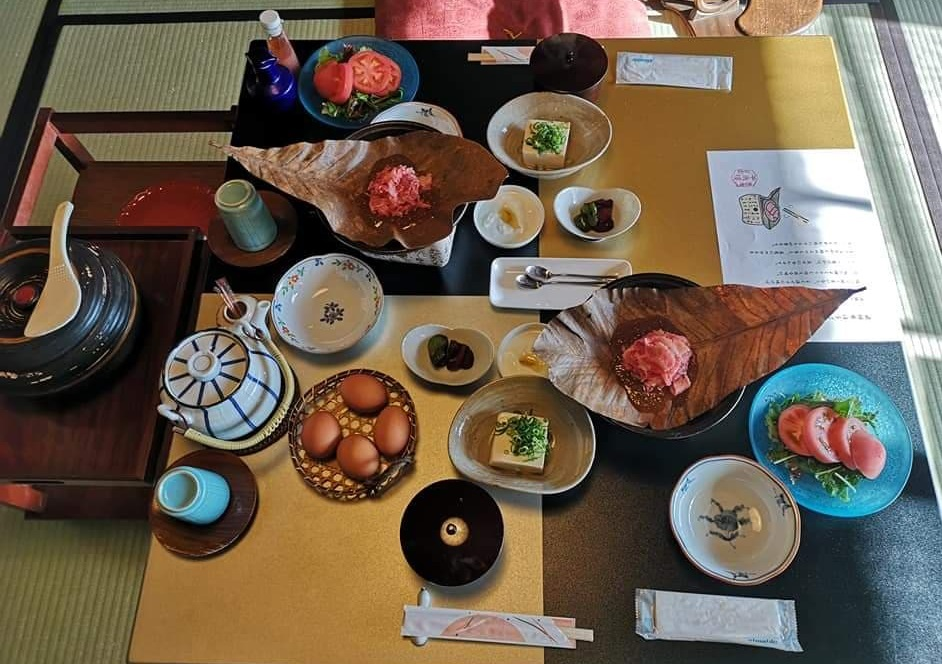
部屋食（朝食）の一例
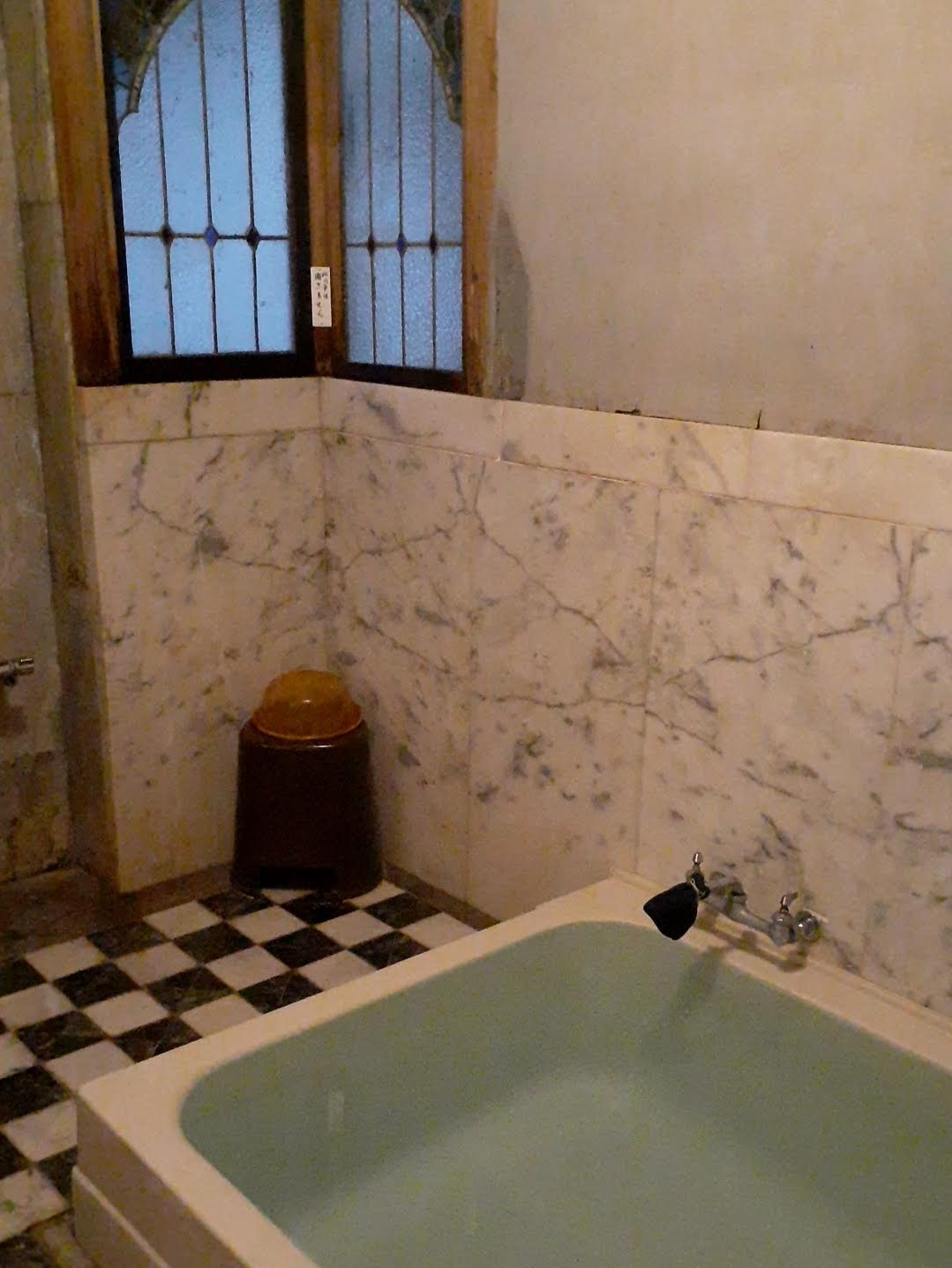
浴室
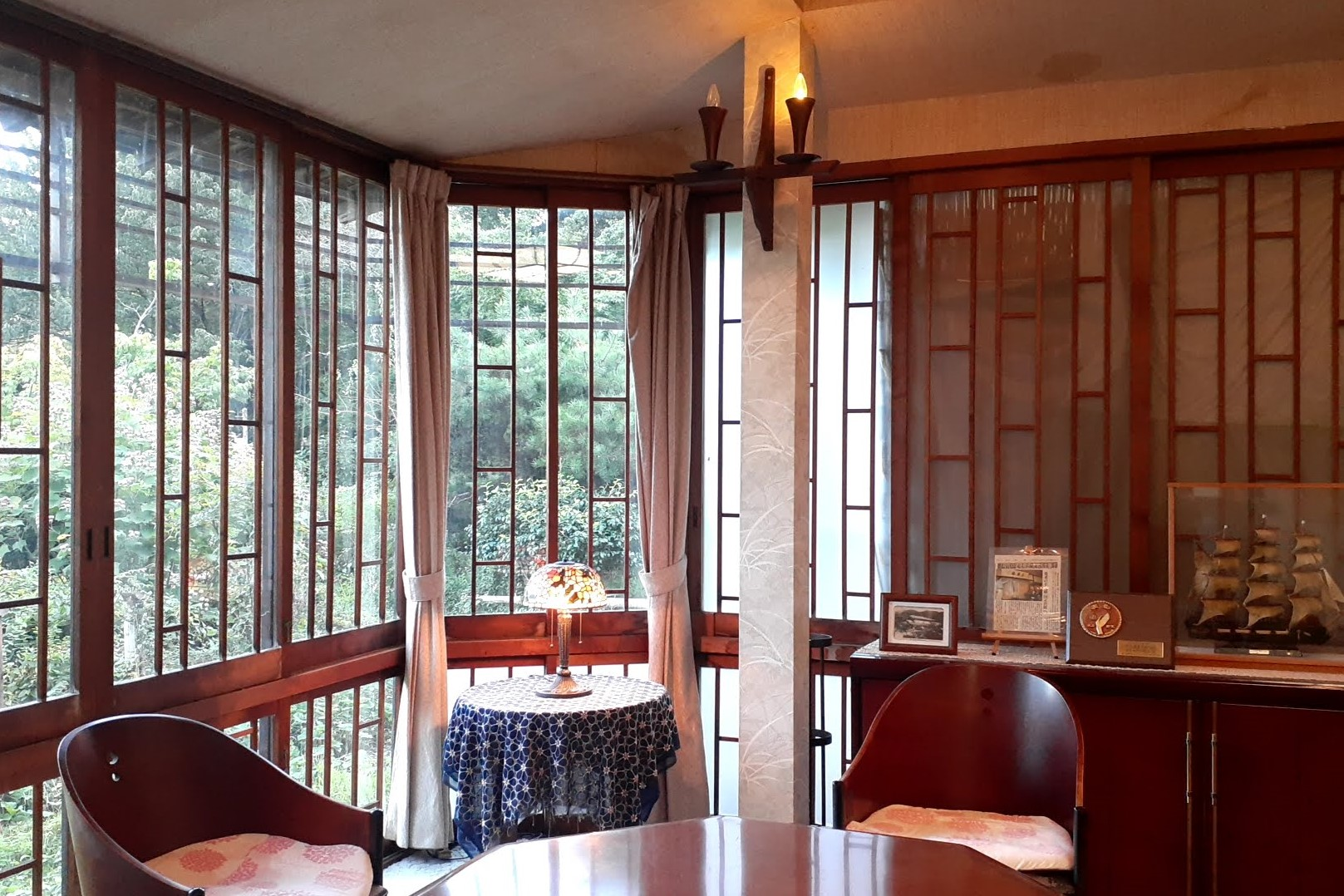
ロビー
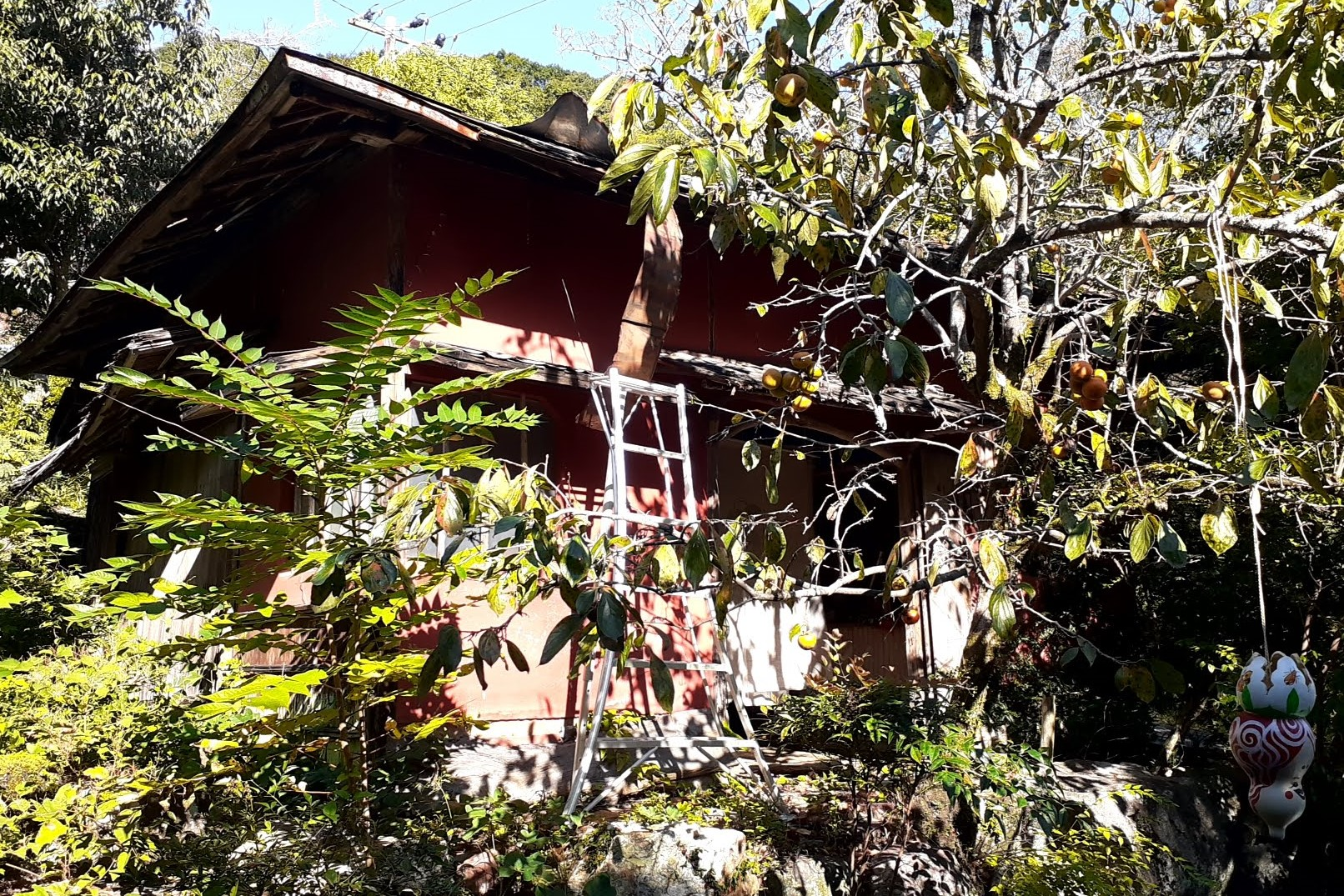
茶室

- 本館
  - 「ふじ」の間
  - 「月」の間
  - 大広間
  - ロビー
  - 和室
  - 浴室
- 流芳閣
  - 「桜」の間
  - 「竹」の間
  - 「楓」の間

- 栖鳳閣
  - 「袖」の間
  - 「末」の間
  - 「たまき」の間
  - 「みどり」の間
- 別棟
  - 「もみじ」の間
  - 「萩」の間
- 茶室

- 大広間
- 「楓」の間
- 「楓」の間
- 部屋食（朝食）の一例
- 浴室
- ロビー
- 茶室

### 書幅
- 正面玄関の書「千歳楼」
  - 「明治の三筆」とされる日下部鳴鶴の筆。
- 玄関正面廊下の書「餘象杣」
  - 山岡鉄舟の筆。
- 栖鳳閣の看板「栖鳳閣」
  - 塩谷鵜平の筆。
- 袖の間の書「翠嵐香」
  - 京都画壇の重鎮である竹内栖鳳の筆。
- 2階大広間の書「千歳楼」
  - 有栖川宮熾仁親王の筆。
- 2階大広間の書「千歳楼」
  - 三条実美の筆。
- 1階広間の書「十酔楼」
  - 小原鉄心の筆。「一泊か二泊の予定で楽しく過ごしている間に10日間が経っていた」という意味。

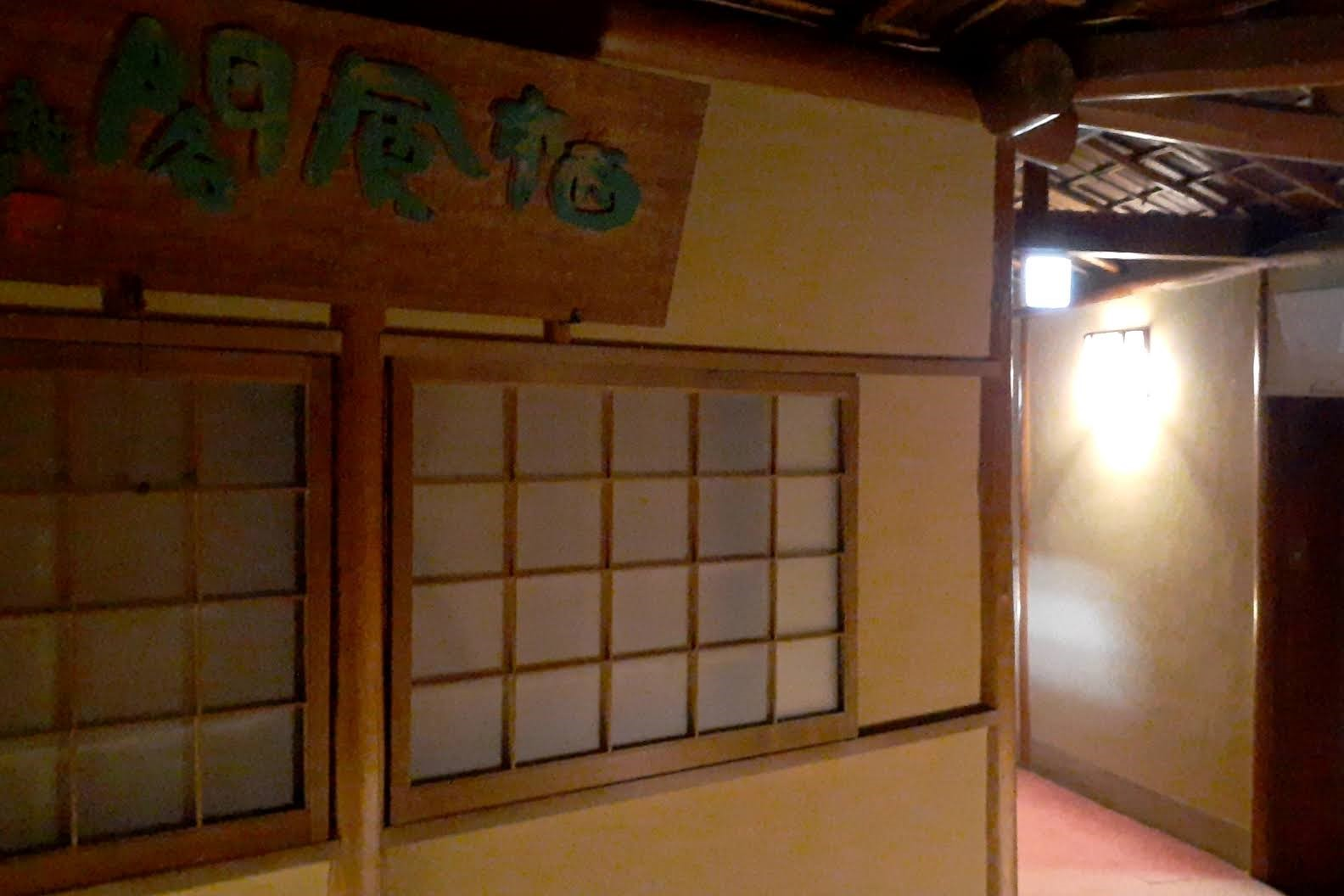
「栖鳳閣」（塩谷鵜平）
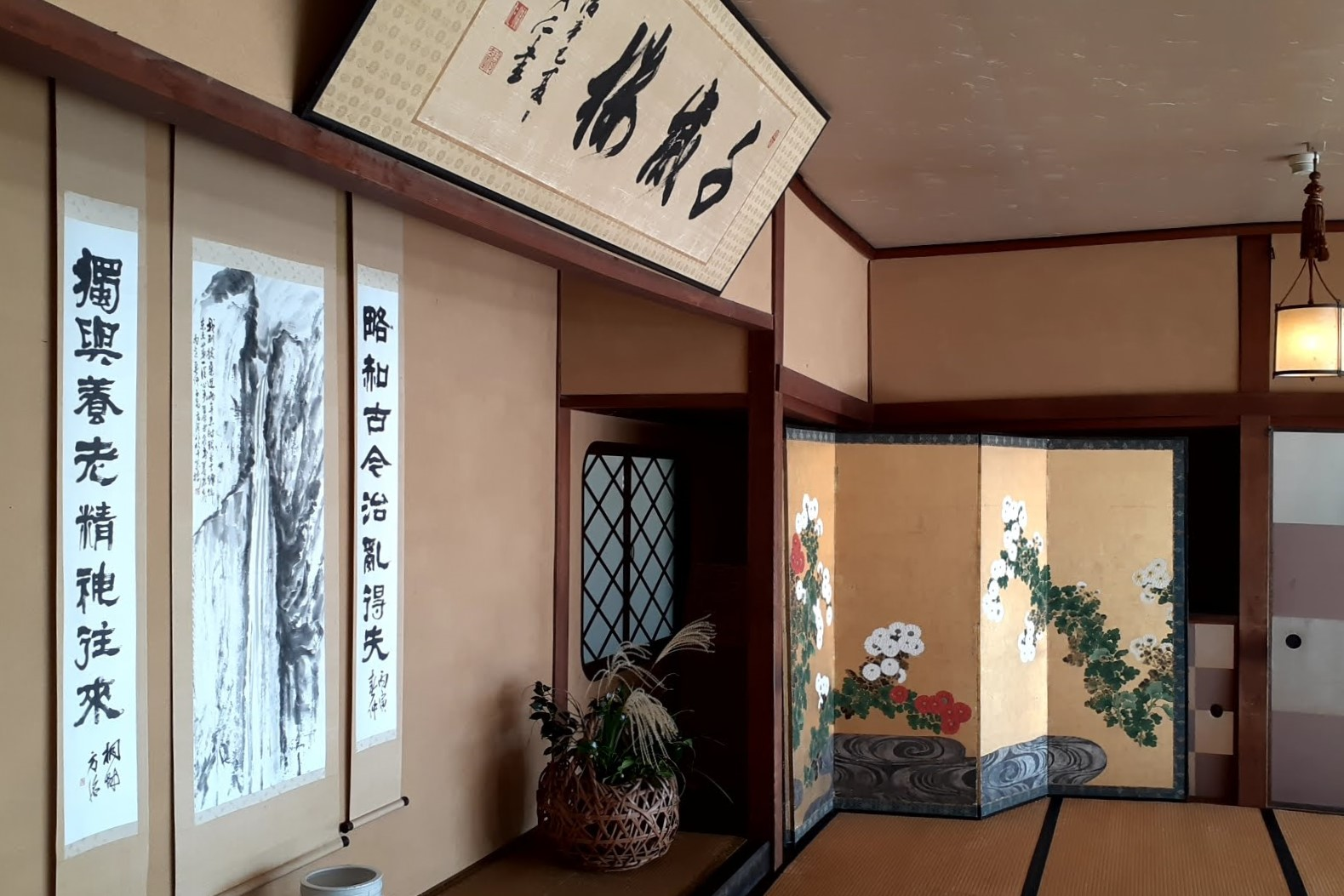
「千歳楼」（有栖川宮熾仁親王）
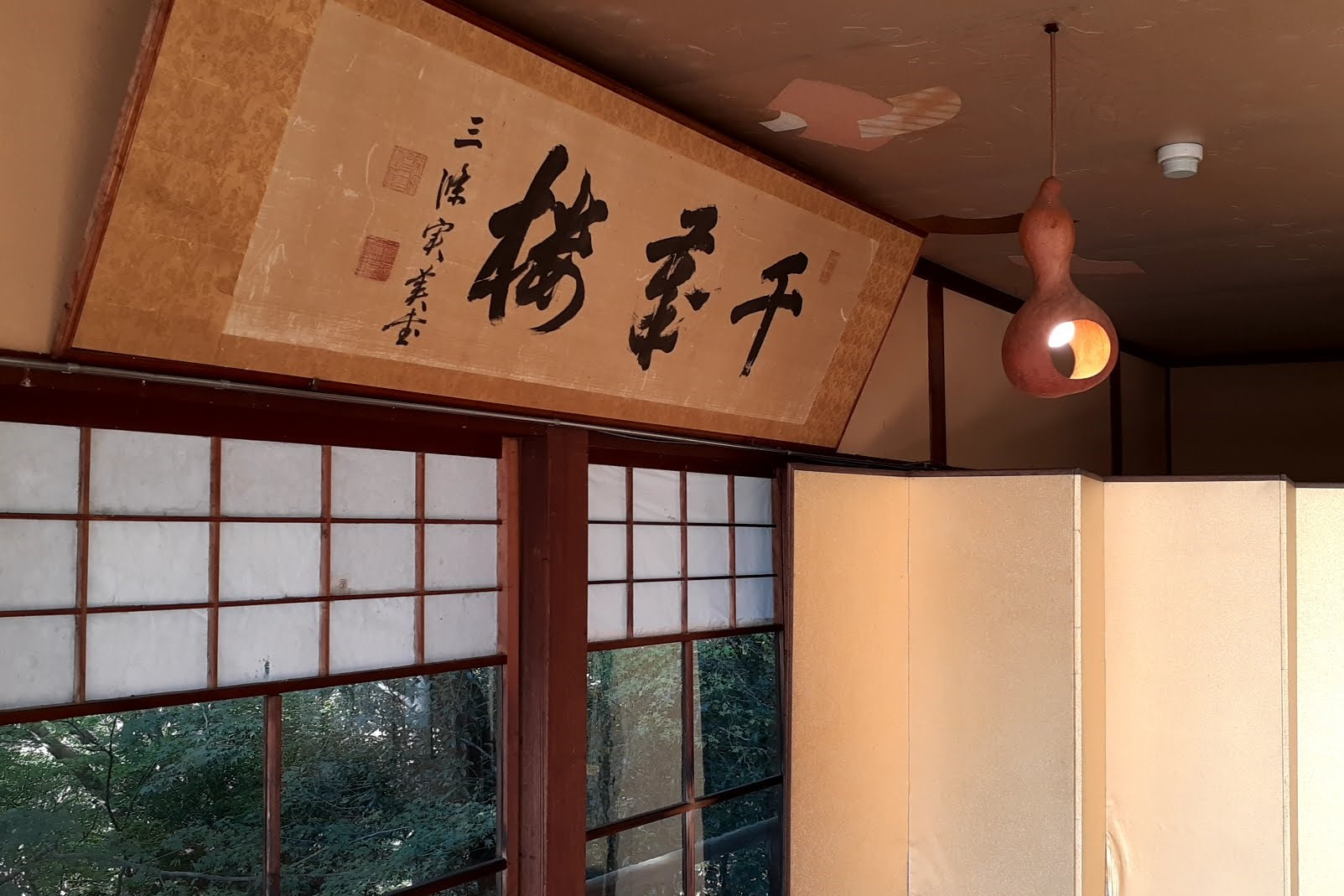
「千歳楼」（三条実美）

## 訪れた著名人

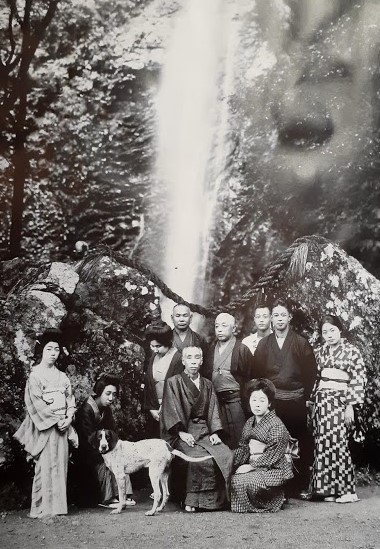
竹内栖鳳と養老の滝

- 大正天皇[5][16][19][20] - 天皇。皇太子時代の1910年（明治43年）。「御手植の松」（初代は落雷により焼失）を植樹した。
- 有栖川宮熾仁親王[5][16] - 皇族。1881年（明治14年）。大広間で休息した。
- 高松宮[5][16][19] - 皇族。
- 賀陽宮[5] - 皇族。
- 北白川宮[5] - 皇族。
- 三条実美[5] - 皇族。
- 閑院宮妃[5] - 皇族。
- 山岡鉄舟[5] - 幕臣。
- 小原鉄心[7] - 大垣藩家老。
- 中林梧竹[5] - 書家。
- 横山大観[5][16][19] - 日本画家。
- 竹内栖鳳[5][16] - 日本画家。千歳楼をこよなく愛したとされる[3]。
- 伊東深水[3][16] - 浮世絵師。
- 東郷青児[16] - 芸術家。
- 岡本太郎[3][19] - 芸術家。
- 菅楯彦 - 日本画家。
- 荒川修作[5][21] - 現代美術家。養老天命反転地を手掛けた荒川修作は建物が自然の中に息づいていることを気に入り、何度も千歳楼に宿泊した[21]。荒川は巻物の宿帳に抽象的な墨絵を書き入れた[21]。
- 伊藤博文[7] - 政治家。
- 橘曙覧[7] - 歌人・国学者。
- 北原白秋[5][16] - 詩人。
- 谷崎潤一郎[5][19] - 小説家。昭和初期に友人の佐藤春夫とともに宿泊[16]。
- 西条八十[3][16] - 詩人。
- 水上勉 - 小説家。5代目女将の吉岡妙江子は話し好きの水上勉の話を夜明けまで聞いた事があるという[19]。
- 白洲正子[19] - 随筆家。
- 徳富蘇峰[3][16][19] - ジャーナリスト。
- 黒板勝美[22] - 歴史学者。「いつきても もてなしぶりの 嬉しくて 吾が家へ帰る 心地こそすれ」と詠んでいる[22]。
- 立川勇次郎 - 実業家。イビデン社長。
- ヨハニス・デ・レーケ - オランダの土木技師。
- ヤン・ブール(Jan Buhl)[5] - デンマークの彫刻家。